# حيدر مراد
حيدر عيسى مراد مراد (10 نوفمبر 1940 - 12 سبتمبر 2018) اقتصادي أردني، أسس عدة مؤسسات تجارية كبرى وأطلق العديد من المشاريع الاقتصادية التي شكلت جزء أساسي من الاقتصاد الأردني. وهو سياسي عمل كعضو في مجالس الأعيان، من المجلس التاسع عشر إلى الثاني والعشرين 2001-2009. كما احتل موقع رئيس مجلس إدارة الاتحاد في اتحاد غرف التجارة الاردنية عام 1994، ورئيس مجلس إدارة الغرفة في غرفة تجارة عمان عام 1994، وشغل قبلها موقع رئيس لجنة التحكيم في الغرفة عام 1986، رئيس مجلس الإدارة في مجموعة حيدر مراد واولاده للاستثمار 1970. هو أيضا عضو مجلس إدارة بنك القاهرة عمان 1995، عضو مجلس إدارة مجلس الاستثمار الأعلى 1995، عضو مجلس إدارة مؤسسة تشجيع الاستثمار 1995، عضو مجلس الأوقاف الاعلى 1985، عضو مجلس صندوق المعونة الوطنية 1990، عضو مجلس إدارة غرفة التجارة العربية البريطانية 1994، عضو مجلس إدارة غرفة التجارة العربية الأمريكية 1994، عضو مجلس إدارة اتحاد غرف التجارة والصناعة والزراعة العربية 1994. وأيضا رئيس مجلس إدارة مجموعة حيدر مراد والشركة القيادية للتسويق (ليدرز سنتر) ومجموعة الواثق للاتصالات.

## نشأته في غزة وعائلته

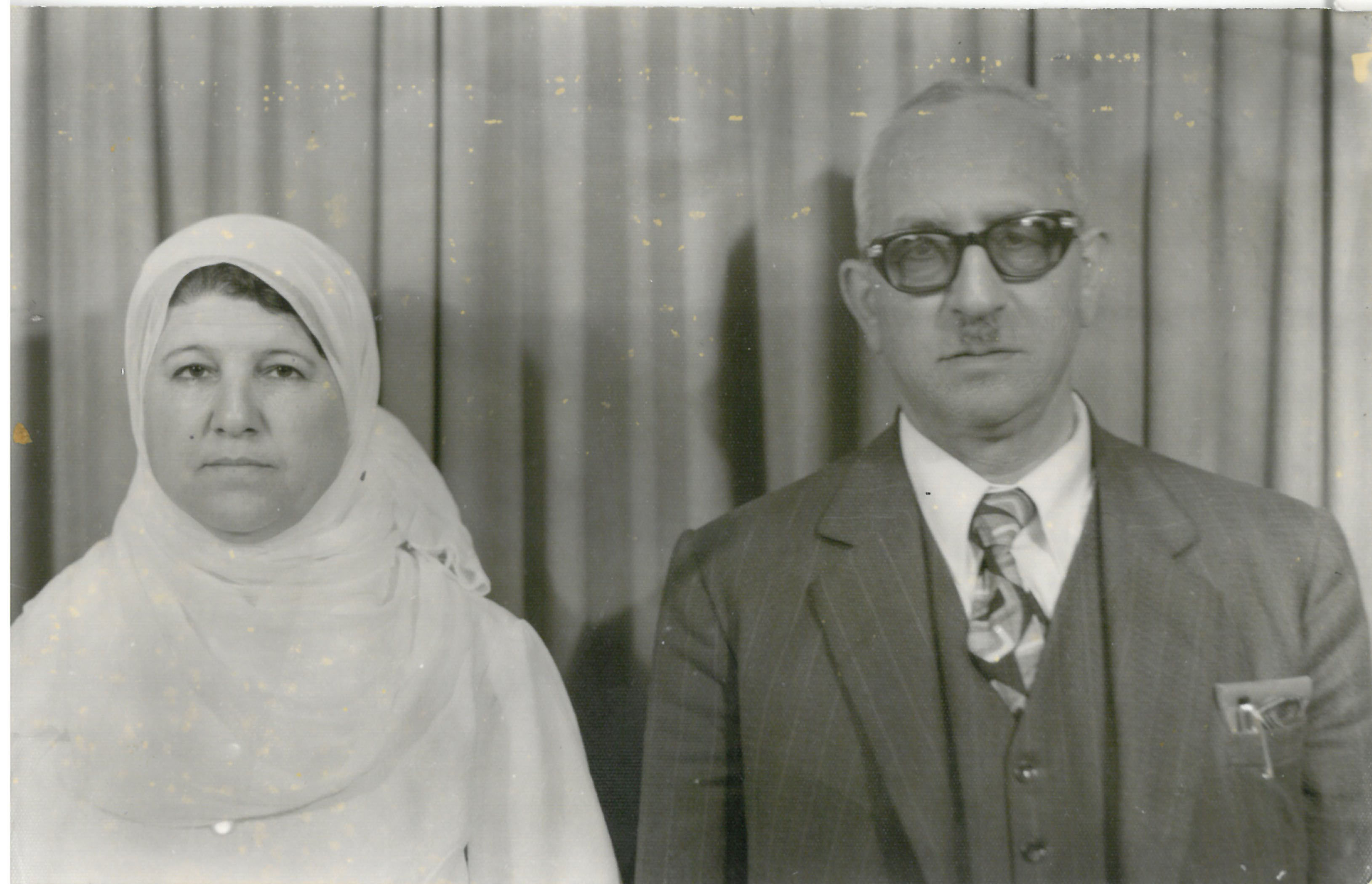
والد ووالدة حدر مراد

حيدر الولد الأكبر لوالديه عيسى مراد ورؤوفة راغب مهاني، ولد في الشجاعية في غزة عام 1940 على يد الداية زهرة البلبيسي. وكان لحيدر ستة إخوه: أحمد (توفي عام 2016)، محمد، زهير، سهيل، ماجد وسمير وأختين: مريم وماجدة. والده تاجر ذاع صيته بين الأردن وبيروت وغزة؛ إلا أنه، وفي عام 1954، خسر كامل تجارته بعد أن غرقت كامل تجارته المكونة من 600 طن من المواد الغذائية على باخرة في عرض البحر. عاش بعدها حيدر مع أهلة حياة صعبة جدا. رغم مهارته بالتجارة، لم يكن والد حيدر متعلما، فلم يجيد القراءة والكتابة، ومع ذلك، تمكن من التغلب على اميته، عبر التعلم الذاتي، فكان شيخ من الكتاب يزوره في بيته لإعطائه دروسا مكنته من القراءة والكتابة (مقابل البيضة والرغيف).
درس حيدر الابتدائية في مدرسة الرمال، التي سميت لاحقا بمدرسة الكرمل. وأكمل دراسته في غزة من خلال المدرسة الثانوية الوحيدة آنذاك وهي مدرسة فلسطين الثانوية. وبعد اجتيازه امتحان الثانوية في غزة (التوجيهية المصرية) وانتسب بعدها إلى كلية التجارة والاقتصاد في جامعة القاهرة حيث حاز على البكالوريوس عام 1962، ووُقعت شهادته في الجامعة عام 1963. بدأت أحوال والده التجارية بالتحسن شيئا فشيئا خاصة بعد تخرج حيدر عام 1962 وعودته من مصر، ليعمل مع والده في تجارته وكمدرس في مدرسة فلسطين الثانوية.

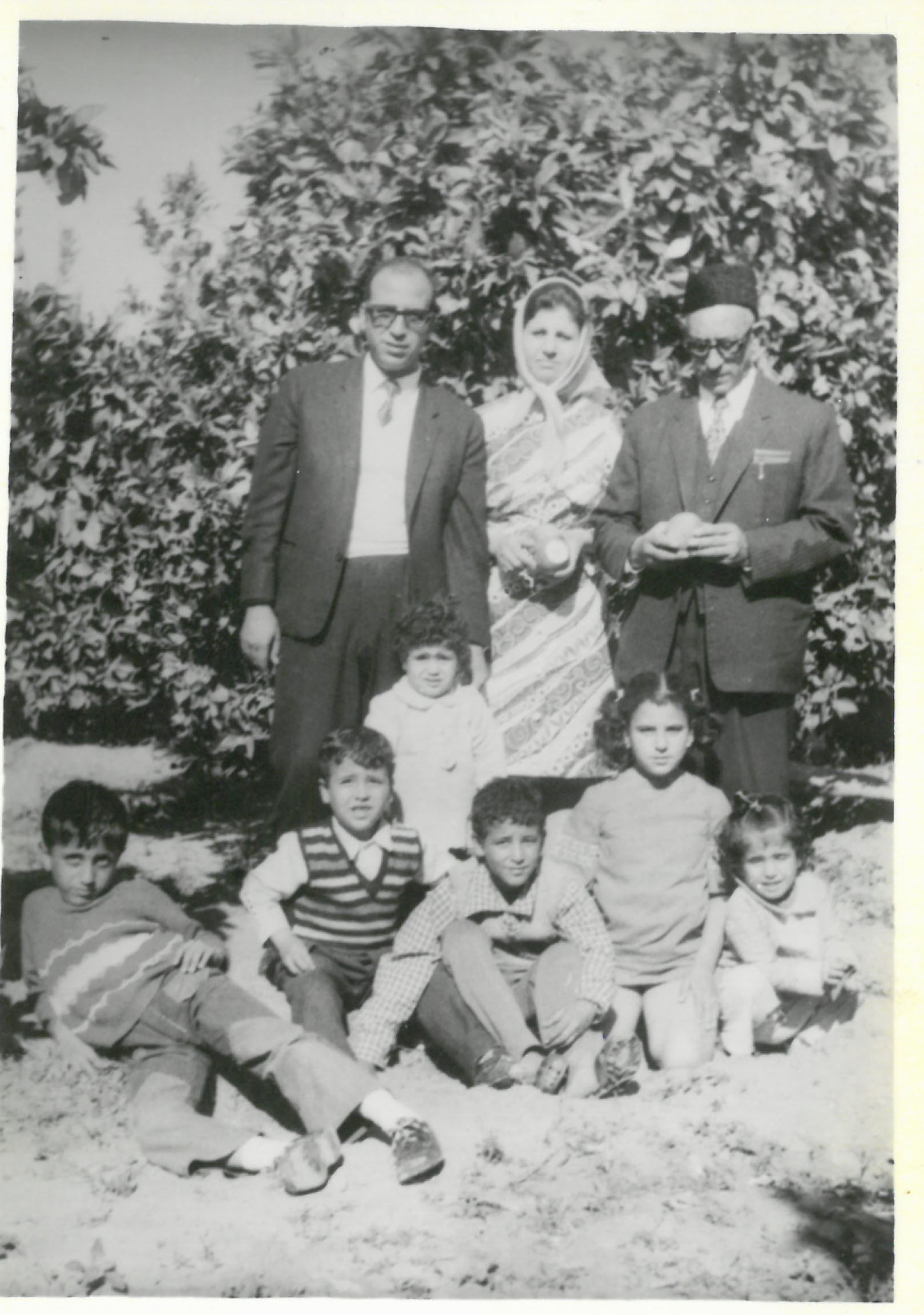
عائلة حيدر مراد عام 1972 في مزرعتهم بجرش

### زواجه وأبناءه
في نفس العام، 1963، تزوج من رائدة حيدر اللولو، غزية من عائلة اللولو، أنجبت له عبر السنين جميع أبنائه؛ عيسى (23 يونيو 1964) غزة الرمال، يوسف (15 ديسمبر 1966) غزة الرمال، رندة (20 نوفمبر 1968) غزة الرمال، رغدة (2 مايو 1970) غزة الرمال، سوزان (18 سبتمبر1971) عمان، علي (13 ديسمبر 1976) عمان.

## حياته المهنية

### بدايته المهنية

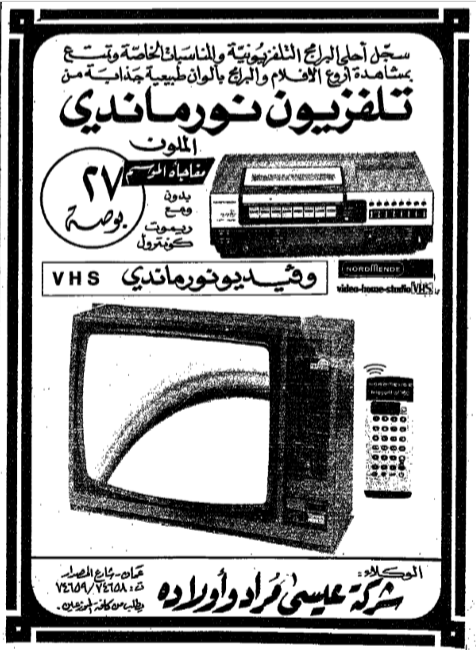
إعلان لتلفزيون النورماندي لشركة عيسى مراد وأولاده

مع نمو حركة المقاومة وإنشاء جيش التحرير الفلسطيني في 1 سبتمبر 1964، بدأت التهديدات الإسرائيلية لجتياح منطقة غزة، خاصة بعد موافقة الرئيس جمال عبدالناصر، في مؤتمر القمة العربي الثاني، على وضع قطاع غزة وسيناء تحت تصرف ذلك الجيش وذلك بالذكرى الأولى لإنشاء جيش التحرير الفلسطيني تحت سيادة الإدارة المصرية. وشهدت مدن القطاع استعراضات عسكرية، حضرها حاكم القطاع العام، المصري، الفريق يوسف العجرودي؛ واللواء وجيه المدني؛ وكبار ضباط الجيش الفلسطيني. وفي خلال عام 1967، قبل حرب 1967، طلب الحاكم العام يوسف العجرودي من والد حيدر أن يقوم باستيراد ما تحتاجه غزة من سلع مختلفة خصوصاً القمح والطحين تحضيرا للحرب القادمة. عندها غادر إلى بيروت برفقة أربعة من التجار الذين اختارهم الحاكم. حيث كان والده يتاجر بالزيت، والتمر، والصابون، والحبوب. ولكن أندلعت الحرب ولم يتمكن والده من مغادرة بيروت والعودة إلى غزة، فأنتقل إلى عمان وبقيت الأسرة في غزة.
أصبح بعدها والد حيدر يشتري الحمضيات من غزة ويرسلها إلى عمان وفي نفس الوقت يتشتري الحبوب من عمان ليبيعها في لبنان، حيث كانت الأردن منتج أساسي للقمح. ومن لبنان ومن سوريا يشتروا بلبضائع ويشحنوها بحرا بالمراكب إلى غزة. ساعده بذلك شراءه لمنزل في شارع الحمراء في بيروت بعد حرب 67.
بعد زواج حيدر دخل التجارة مع والده بشكل تدريجي مستفيدا من خبرته التراكمية، وعمل في مجال بيع الأدوات الصحية، ضمن شركة عيسى مراد وأولاده، وعند سافر والده إلى بيروت عام 1967، وبعد دخول قوات الاحتلال الاسرائيلي إلى قطاع غزة، أخذ حيدر يدير التجارة في غزة مكان والده الذي أنتقل إلى عمان. أما والده فأنتقل من بيروت إلى الأردن وفتح فرع لشركته في عمّان لمزاولة بيع وتصليح الادوات الكهربائية. كان العمل بسيطا لا يتعدى أحيانا تركيب الهوائيات، إلا أن ذلك مكن والده من الحصول على الجنسية الأردنية، خاصة وأنه دخل الأردن قادما من لبنان وليس من غزة، فتم اعتباره من الرعايا العرب. وعليه حصل على الجنسية كمستثمر عربي. وليقم بعدها بإحضار عائلته من غزة إلى عمان حيث افتتح عيسى أول فرع له في عمان في بناية عاكف الفايز في شارع الشابسوغ. وبعدها توسع والده إلى محل بسيط آخر في شارع المصدار لتصليح الأجهزة إستلمه أحمد، عم حيدر. وكان عمل الشركة وقتها مبني بشكل أساسي على إصلاح التلفزيونات.

### انتقاله إلى عمان
وصول حيدر إلى عمان أضطر والده إلى العودة إلى غزة لحماية أملاكه العقارية البيارات؛ ففي تلك الفترة كانت غزة تحت السيطرة الإسرائيلية، وهذا كان يعني فقدانهم لأملاكهم بذريعة قانون أملاك الغائبين. كما أن الجيش الإسرائيلي كان يقوم بتدمير أي مزارع لا يتواجد بها أصحابها اتقاء المقاومة الفلسطينية التي يمكن أن يختبئ عناصرها بين أشجارها. ومع وصول حيدر إلى عمان استأجرت العائلة مبنى ضمن دوار النشا (تقاطع المحطة حاليا) في شارع المحطة في عمان، حيث كانت تتركز معظم الوكالات والعائلات المسيطرة على التجارة مثل الطباع، أبو الفيلات، عبده نقاوه وأخرون. كما أستأجر حيدر محل ببابين، في شارع المصدار، والذي أنتقلت إلى ملكية مبانيه لاحقا. تلك المباني كانت قديمة بنيت في فترة الخمسينيات وكان يشغلها محال للحدادة وبملكية تعود لعائلة الجمل.
سافر حيدر إلى معرض دمشق الدولي، والذي كان يعقد سنويا، حيث أطلق مباحثات مع شركة إيزولا اليونانية للثلاجات وذلك في عام 1971. أنطلق حيدر من مبدأ أن العمل يجب أن يبنى على علاقات بعقود مع شركات تجارية ضخمة ومهمة. وضمن سوق محتكر من قبل تلفزيونات من ماركات قديمة مستعملة مثل مغنافوكس وتيليفونكن، استطاع حيدر إحضار تلفزيونات النورماندي من معرض دمشق ولكن بكميات بسيطة. إذ لم يكن هنالك سوق واسع للتلفاز في عمان مع غلبة الأجهزة المستعملة.

### فترة السبعينيات
استقطاب وكالة تلفاز النورماندي فتح الباب امام الشركة للحصول على وكالات أجنبية، وافتتحت فروعا أخرى في مناطق مختلفة من عمان لينتقل حيدر وأخوته من تجارة المفرق إلى تجارة الجملة، خاصة بعد دخول وكالة إيزولا للثلاجات والتي شكلت نقله في آلية تصرف المستهلك الأردني. كانت الأدوات الكهربائية تنطلق براً من اليونان إلى تركيا إلى سوريا فالأردن. وتكرست صورة شركة كمورد لمعظم التجار في مناطق المملكة، ودخلت بعد ذلك في سلسلة من العطاءات الضخمة إلى أن أصبحت الشركة من كبار الشركات المستوردة للأدوات الكهربائية. هذا الأمر عرف المستهلك الأردني على الريموت كنترول للتلفاز، حيث كان أول من رأءه وقتها الأمير الحسن بن طلال ذلك ي معرض النادي الأرثودوكسي في رأس العين. ولم يكن يحتوي الريموت على أزرار باستثناء الصوت والتشغيل. كما أدخل التلفاز الملون إلى السوق الأردني حيث أحدث ذلك نقلة نوعية وأدى أي أن اضطر التلفزيون الأردني أن يبدأ البث الملون بعد أن كان أبيض وأسود عام 1974.
تميز حيدر بالتزامه الشديد في التعاملات التجارية، ومما يرويه ابنه عيسى عن ذلك موقفه أيام الأحداث الأهلية في عمان عام 1970 حيث ذهب حيدر مع أبنه عيسى، والذي كان طفلا ليدفع وقتها قسطا استحق وقت سداده لعائلة خليل التلهوني، وكان أن أبتدئ إطلاق الرصاص في المنطقة التي ذهب إليها حيدر، فحمل أبنه على كتفيه وركض به إلى منزل التلهوني ليدفع قسطه، بدلا من أن يعود هاريا إلى منزله. كما تميز بإدخاله نظام التقسيط في البيع بدلا من الدفع الكاش. لاحقا وفي منتصف السبعينيات قام حيدر بإدخال وكالات غسالات سيرفيس إلى الأردن متزامنا مع فتح مراكز صيانة مرتبطة بالشركة، متيحا للمستهلك صيانة مدعومة من الشركات الصانعة بدلا من الصيانة في المحالات العامة.
بدأ حيدر بعدها بالتوسع في نطاق وكالات الأجهزة الكهربائية، حيث حصل على وكالة غسالات أودسين وأفران أوجي الإيطالية، وفي عام 1976 حصل على وكالة كاندي الإيطالية، معلنا بذلك دخول الغسالات الفول أوتوماتيك إلى الأردن. وفي نهاية فترة السبعينيات، ومع نمو الإقتصاد الأردني السريع وقتها، أحضر وكالة فرجدير الأمريكية، حيث أدخل ثلاجات النوفروست إلى الأردن. وليدخل في نفس الوقت من الولايات المتحدة، المكيفات، حيث أصبح من أوائل من أدخلها إلى الأردن. كما قام بإدخال تقنية التلكس والأجهزة الخاصة بذلك إلى الأردن. وكانت شركته أول شركة تستعمل تلك التقنية وتقنية الخط الدولي التي لم تكن متاحة للمواطنين إلا من خلال مركز السنترال وبعدها أدخل الفاكس إلى الشركة، وليبدأ بعدها في الثمانينيات باستيراد فاكسات شركة شارب.
وفي منتصف عقد السبعينيات، أسس حيدر شركة مقاولات، جبجي ومراد، مع أخيه المهندس محمد ومع داوود الجَبَجي في جبل الحسين. والتي أستمرت إلى بداية الثمانيات حيث فسخت الشركاة مع الجبجي، وأصبحت الشركة مملوكة لعائلة مراد وبإسم الشركة الإنشائية للمقاولات وأعمال البناء.

### فترة الثمانينيات

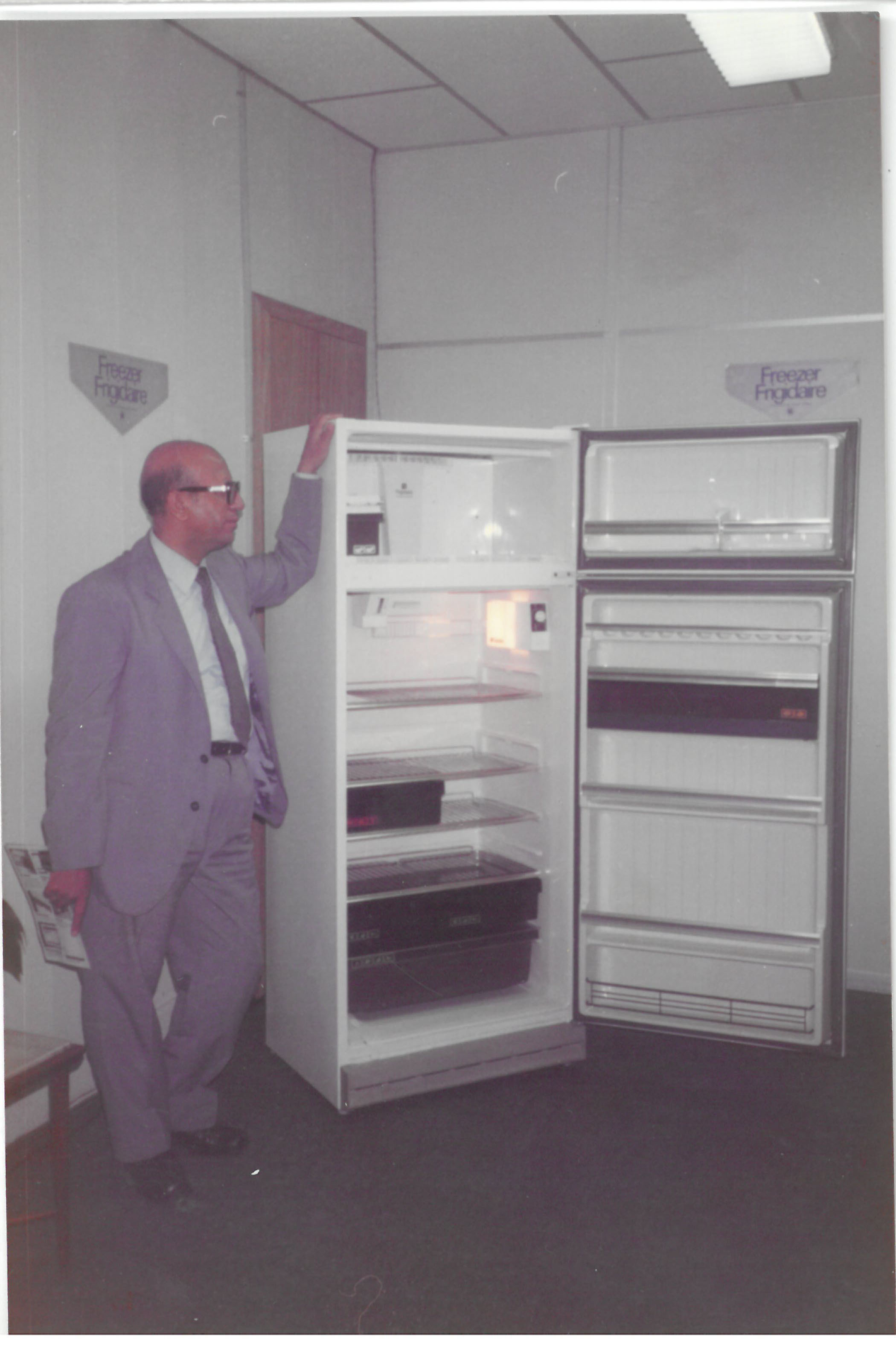
حيدر في أحد معارضه في فترة الثمانينيات

رغبة أخيه محمد بدخول عطاءات مقاولات إنشاء كبيرة مع الحكومة الأردنية تعارضت مع رغبة شريكهم داوود الجبجي مما أدى إلى فسخ الشراكة، وإنشاء شركة جديدة في جبل الحسين بجانب سرفيس رقم 9. فكان حيدر يقضي الفترة الصباحية في شركة الكهربائيات والمساء في شركة المقاولات مع أخيه محمد. عام 1994 بدأ عمله بوكالة شارب بجميع أنواع منتجاتها، وبدأ بعدها عمل جديد في مجال المفروشات والذي كان يستورده من تونس وتركيا وتحت نفس اسم الشركة. في عام 1985 انتقلوا إلى شارع مكة بجانب مجمع جبر. وتوسعت مواقع الشركة في شارع المصدار وأخذ معارض كهربائيات في عمارة البرج كما استأجر طابقا كاملا بنفس العمارة لشركة المفروشات. كما توسع في منطقة أبو علندا حيث كانت مستودعات الشركة وأنشئ مصنع لتجميع الأفران. وفي نفس الفترة أُغلق محال المحطة بسبب التغيرات في عمان.
في عام 1985 توفي والد حيدر، فاستقل اخوة حيدر المهندسين بشركة المقاولات وانتقل عمل الكهربائيات إلى حيدر وأخيه أحمد. حيث تولى أحمد الأشراف على المعارض وعمليات البيع والتعامل مع الجمهور. وأشرف حيدر على الإدارة الخارجية والتواصل مع الشركات.

## غرفة تجارة عمان
قرر والد حيدر الترشح للانتخابات في فترة السبعينيات ولكنه لم يخط تلك الخطوة. وبعد وفاة والده، ترشح حيدر لغرفة التجارة عام 1986. وقتها تنافست كتلتين على الغرفة، الأولى برئاسة الحاج حمدي الطباع والأخرى برئاسة محمد الحاج ذيب، فانضم حيدر للكتلة الثانية. كانت المفاجأة بحصول كل من حيدر والحاج حمدي على أعلى الأصوات مع فارق عال جدا عن باقي المرشحين. تروي زوجته كيف أن حيدر عاد ليلتها إلى المنزل، قبل صدور النتائج لينام معتقدا أنه وكامل الكتلة التي ينتمي لها خسروا الأنتخابات بعد رؤيته لنتائج أول ساعة، لتوقظه زوجته في اليوم التالي مخبرة اياه بأن المحافظ يطلبه كونه شارك رئيس الكتلة المنافسة على أعلى الأصوات. بعد فوزه بثلاث أيام، طلب الملك حسين بن طلال إحضار حيدر ليتعرف عليه.
وبسبب خسارة كامل كتلته، بإستثناءه، للانتخابات، رغم فوزه الشخصي الساحق، لم يتمكن حيدر من الحصول على أي مقعد ضمن الهيئة الإدارية إلا أنه أستلم لجنة التحكيم التجاري. تلك اللجنة التي لم يكن لها دور حقيقي قبل ذلك أو تفعيل لأعضائها. وكان الحاج مصباح الزميلي هو من يقوم بحل الخلافات بين التجار. وبوفاة الحاج الزميلي وأستلام حيدر للجنة، وجد مجالا ليحل قضايا مستعصية بين التجار وتبني له سمعة بين أقرانه التجار.
في 10 يناير 1988 جرى تعديل على حكومة الرئيس زيد الرفاعي والتي كانت مشكلة في 4 أبريل 1985، فاستلم الحاج الطباع منصبي وزير الصناعة والتجارة ووزير التموين. استلم نائب الرئيس محمد عصفور موقع الرئيس كونه كان نائبا للرئيس، إلا أن حصول حيدر على أصوات أكثر من محمد عصفور أثناء الانتخابات وانتشار شعبية حيدر بسبب اسلوبه في التحكيم بين التجار أدى إلى أن اختاره عصفور كنائب رئيس ضمن مجلس الغرفة التجارية.
في انتخابات 1990 ترشح حيدر كنائب رئيس مع محمد عصفور كرئيس في كتلة واحدة، رافضا أن يكون في موقع المنافسة مع غريمه وزميله السابق. وفي أنتخابات 1994 ترشح كرئيس وفاز بمقعد الرئاسة واستمر محافظا على مقعد الرئاسة في جميع الأنتخابات اللاحقة ولمدة 16 عام، إلى عام 2009. أصابته بعدها وعكة صحية مما أضطر إلى أجراء عملية ديسك وبالتالي قرر عدم العودة للغرفة بسبب طول الوقت الذي توقعه الأطباء لتعافيه. وصدق توقعهم إذ أنه تعافى بالكامل في شهر مارس، 2010.

## غرفة تجارة الأردن
في يوم الأربعاء، 26 أكتوبر 2011، صدر قرار مجلس إدارة غرفة تجارة الأردن بمنح حيدر لقب الرئيس الفخري للغرفة تكريماً لجهوده التي بذلها على مدى ربع قرن في خدمة القطاع التجاري. حيث أعلن رئيس الغرفة، وقتها، نائل الكباريتي أن المجلس قرر في جلسته منح مراد هذا اللقب نظراً للخدمات الجليلة التي قدمها للقطاع التجاري خلال ترؤسه غرفة تجارة الأردن بسبب بصماته الكبيرة في مسيرة القطاع التجاري.

## مجلس الأعيان
يوم 23 نوفمبر 2001 صدرت الإرادة الملكية للملك عبد الله الثاني بتعين حيدر عضو في مجلس الأعيان التاسع عشر وذلك للفترة ما بين 2001 و2003، ثم أعيد تعينه عضوا في مجلس الأعيان العشرون 2003_2005 ومجلس الاعيان الحادي والعشرين 2005_2007 وأخيرا في مجلس الاعيان الثاني والعشرين 2007_2009.

## أوسمته
منحه الملك الحسين بن طلال وسام الكوكب الأردني من الدرجة الثالثة تقديراً لدوره في مجال الأعمال الخيرية والتطوعية وخدمة المجتمع، وفي عهد الملك عبد الله الثاني مُنح وسام الاستقلال من الدرجة الاولى عام 2004.

## حياته في عمان
سكن حيدر بداية وسط شارع المصدار ثم أنتقل إلى حي الأرمن، جبل الأشرفية، وذلك أيضا في نهاية شارع المصدار وسط عمان حيث بقي هنالك إلى عام 1975. وأنتقل بعدها بعائلته إلى منزل تحت الإنشاء مملوك لشريكه في شركة المقاولات، الجبجي، وذلك في منطقة الشميساني، والتي كانت منطقة زراعية لا يقطنها أحد في تلك الفترة. لاحقا بدأت المنازل بالظهر حولهم، كمنزل الفايز، ومنزل خماش، وعبد الهادي. بقيت عائلة حيدر في ذلك المنزل لثلاث سنوات حيث رزق فيه بإبنه علي عام 1976. بسبب ضيق مساحته، 2 غرف نوم بإجمالي 200 متر، بالنسبة للعائلة، قرر حيدر خلال بضعة أشهر من دخوله منزل الشميساني البدء ببناء منزل مناسب في ضاحية الرشيد، فبدأ ذلك في نفس عام 1975، وأنتقلوا عليه في عام 1976 بعد ولادة علي، مجاورين منزل عائلة صويص ومنذر جرار.

## وفاته
توفي في يوم الأربعاء الموافق 12 سبتمبر 2018، ودُفن جثمانه في مقبرة سحاب الإسلامية جنوب العاصمة عمان. وفي يوم الأثنين 18 ديسمبر 2018، استضافت غرفة تجارة عمان حفل تأبينه وذلك بحضور الأمير الحسن بن طلال. حضر التأبين العديد من الوزراء وأعضاء الغرف التجارية والصناعية حيث عُرض فيلم قصير عن حياته. وألقى الأمير كلمة عن مناقب حيدر.تبعها كلمة ابنه عيسى مراد، وتحدث الحاج حمدي الطباع رئيس جمعية رجال الأعمال الأردنيين ورئيس اتحاد رجال الأعمال العرب. والدكتور محمد أبو حمور أمين عام منتدى الفكر العربي. والسيد عقل بلتاجي رئيس غرفة التجارة والصناعة الأردنية الفرنسية، وأمين عمان الأسبق.